# つないだ手をはなして
『つないだ手をはなして』（つないだてをはなして）は、2018年4月20日に公開された日本の映画作品。

## 概要
『青春のささくれ 不器用な舌使い』のタイトルで2018年4月20日にR18作品として劇場公開。その後同年8月27日に『OP PICTURES+フェス 2018』の1作品として『つないだ手をはなして』のタイトルでR15編集され、劇場公開された。
ピンク映画にありがちな「やられまくる女性」を描いた作品ではあるものの、ピンク映画界のベテラン監督・竹洞哲也が撮る海を始めとする自然の風景、女性脚本家・深澤浩子が静かに描く女心、主演・川上奈々美のキュートな演技力などが評価された。
川上は台本を見たとき、「すごく甘酸っぱい青春ストーリーだったので『これはピンク映画なのか?』と思ってしまいました（笑）」。「私が演じた千夏は、先輩を思い続けているということ以外、心の揺れがない。ある意味で、どう役柄に向き合ったら良いのか分からず、すごくプレッシャーでした」と作品の印象を語っている。また、竹洞は演技プランを役者に投げ、何も言わないタイプの監督であるが、川上が撮影2日目でせりふを2行飛ばしてしまったため「一回寝る？」と投げかけており、川上は印象に残る出来事として挙げている。

## ストーリー
サークルの先輩・門脇大智を一方的に恋い慕う千夏は、恋に破れ田舎に帰った大智の元へ押しかける。大智は叔母の民宿で過ごしていたが、叔母の不貞の恋路もあり、便利屋で働いていた。奇遇にも便利屋の仕事中に出くわす大智と千夏だったが、大智の口から出る名前は、かつての恋人の名前ばかりで千夏が言い寄ってもの冷たくあしらうのだった。

## キャスト
富山千夏
演 - 川上奈々美
サークルの後輩。大学生。大智に振られた過去を持つが、それでもひたむきに彼を追う。
沢村麻利絵
演 - 竹内真琴
大智の恋人だったはずの女性。
伊藤小夜子
演 - 美泉咲
大智の叔母。あまり客の来ない民宿を営む。
門脇大智
演 - 細川佳央
サークルの先輩。大学生。麻利絵と恋愛関係だったが、新恋人の存在を知り、故郷の民宿に引きこもる。
上田義明
演 - 安藤ヒロキオ
便利屋。小夜子に求愛しており、大智を便利屋稼業に誘う。
御木本伸介
演 - 櫻井拓也
上田のもとで働く、便利屋見習い。
麻利絵の新しい恋人
演 - 岡田貴寛　
名前不明の新恋人。

## スタッフ
- 監督：竹洞哲也
- 脚本：深澤浩子
- 撮影監督：創優和
- 録音：大塚学
- 整音：吉方淳二
- 編集：三田たけし
- 音楽：與語一平
- 助監督：江尻大
- スチール：阿部真也
- 監督助手：増田秀郎
- 撮影助手：武藤成美
- 仕上げ：東映ラボ・テック
- 制作：Blue Forest Film
- 配給：オーピー映画